# لويس بينتو
لويس بينتو (12 يونيو 1982 بلشبونة في البرتغال - ) هو لاعب كرة قدم برتغالي في مركز الهجوم. لعب مع مافرا وموريرينسي ونادي أروكا ونادي أونياو دا ماديرا وS.C.U. Torreense ‏ وPSFC Chernomorets Burgas ‏ ونادي تشافيس وC.D. Olivais e Moscavide ‏.

## وصلات خارجية
- لويس بينتو على موقع قاعدة بيانات كرة القدم.إي يو (الإنجليزية)
- لويس بينتو على موقع Soccerway.com (الإنجليزية)
- لويس بينتو على موقع عالم كرة القدم.نت (الإنجليزية)